# Единая Родина
Единая Родина (арм. Միասնական Հայրենիք) — политическая партия, действовавшая в непризнанной Нагорно-Карабахской Республике (НКР). Основана 22 сентября 2019 года. Председателем партии являлся Самвел Бабаян.

## История
Учредительный съезд партии «Единая Родина» состоялся 22 сентября 2019 года. Главой партии единогласно был избран Самвел Бабаян. Официально в Государственном регистре юридических лиц Министерства юстиции НКР партия была зарегистрирована 28 октября 2019 года.
Накануне выборов 2020 года Бабаян заявил о намерении бороться за президентское кресло. Политику в итоге было отказано в этом праве, поскольку у него не было гражданства НКР. В президентской гонке партия поддержала кандидатуру Масиса Маиляна. В ходе избирательной кампании «Единая родина» заявляла о том, что в случае победы партии будут резко увеличены зарплаты и начнутся судебные процессы над действующими властями НКР. «Единая Родина» получила 9 мест из 33 в Национальном собрании. Во главе партии шёл Гагик Багунц, назначенный в итоге заместителем председателя Национального собрания.
После окончания выборов, Бабаян подписал меморандум о сотрудничестве с альянсом партий «Свободная Родина — Объединённый гражданский альянс», где лидером являлся избранный президент НКР Араик Арутюнян. Сам Бабаян получил должность секретаря Совета безопасности НКР.
В знак протеста против подписания соглашения о прекращении огня в Нагорном Карабахе, заключённого 9 ноября 2020 года, Бабаян ушёл с поста секретаря Совета безопасности, отказался от звания «Герой Арцаха» и призвал президента Арутюняна уйти в отставку. В поддержку решения Бабаяна добровольно сложили посты его однопартийны — руководитель аппарата президента Гагик Наглуханян, начальник управления аппарата Совбеза Ануш Долуханян и министр юстиции Сиран Аветисян. Партия также присоединилась к протестующим в Армении с требованием немедленной отставки премьер-министра Армении Никола Пашиняна.
Фракция "Единая Родина" действует в представительстве Арцаха в Ереване.